# سليمان رقرق
سليمان رقرق ولد سنة 1882م، وكان رفيقا للمجاهد الإسلامي السيد أحمد الشريف السنوسى أثناء تجوال هذا في برقة، للدعوة إلى الجهاد ضد إيطاليا، وعسكر معه في نواحى برقة وأرجاء الجبل الأخضر، ثم بعد أن غادر برقة إلى تركيا وحل محله ابن عمه سمو الأمير السيد محمد إدريس السنوسى، رافقه الشيخ سليمان وكان من المقربين لديه، حتى اعترفت إيطاليا لبرقة باستقلالها، وتأسس برلمان وطنى في بنغازى، كان هو أحد اعضائه. غير أنه لم يحضر إلا اجتماعا واحدا، وغادره يقول: «إنّ مآل هذا البرلمان إلى الانحلال، وإن إيطاليا تقصد منه اللعب بقضيتنا». واشترك في معارك كبرى ضد إيطاليا، منها معركة الهاروج، ومعركة جبل السوداء، ومعركة قارة عافية ومعركة السلاوى على أبواب بنغازى سنة 1911م، وجرح بها، ومنها (يوم الزحيحيف) وكان يوما داميا خلف له عاهة مستديمة في إحدى رجليه، وهاجر سنة 1929م، إلى تشاد بالسودان، ومكث به 19 سنة، ورجع إلى بلاده بعد تحريرها، وقدم نفسه تحت خدمة.